# Boëthusier
Als Boëthusier wird eine wohlhabende Familie zur Zeit Jesu Christi im 1. Jahrhundert in Jerusalem genannt. Die Familie stellte mehrere Hohepriester des zweiten Jerusalemer Tempels. Sie werden in der Literatur auch Haus Boethos (hebräisch בית בַּיְתוֹס) genannt.
Der Name der Familie stammt vom Hohepriester Simon ben Boethos. Dieser aus Alexandria stammende Simon wurde 23 v. Chr. von Herodes dem Großen zum Hohepriester ernannt. Seit dieser Zeit standen sie der Herodes-Familie sehr nahe. Gemeinsam mit dem Haus Hannas werden sie auch Sadduzäer genannt, eine Elite, die es wusste, sich mit dem königlichen Haus der Herodianer und der Römischen Besatzungsmacht zu engagieren. Sie galt als eine der reichsten und einflussreichsten Familien vor der Zerstörung des Tempels durch Kaiser Titus im Jahr 70 n. Chr. Der letzte Hohepriester aus dem Haus der Böethusier war Jesus ben Gamaliel (64 n. Chr.), der jedoch nicht selbst Teil der Familie war, sondern mit einer Tochter des Hauses, Martha, verheiratet war.